# Термопласт (завод)
Завод «Термопласт» — промышленное предприятие в Таганроге, производитель нетканых материалов.

## Предыдущие названия завода
- Фабрика «Кожсуррогат» — с 1934 по 1937 год
- Фабрика обувных деталей (ФОД) — с 1937 по 1972 год
- Завод «Термопласт» — с 1972 по наст. время

## История завода
Фабрика «Кожсуррогат» была основана в Таганроге на основании постановления президиума Высшего совета народного хозяйства СССР от 12 февраля 1931 года. Под фабрику была отведена часть территории бывшей лесной биржи. Открытие фабрики состоялось 10 апреля 1934 года. Продукцию фабрики составляли изделия из кожзаменителей — картон для задников обуви и стелек, милицейские краги, чемоданы, сумки. 
В 1937 году предприятие переименовали в Фабрику обувных деталей (ФОД). В годы оккупации фабрика была почти полностью разрушена.
В 1943 году, после освобождения Таганрога, фабрику восстановили. 
С 1952 года началось освоение производства кожевенно-целлюлозного картона и выработка из него задников. Строились новые цеха, реконструировались старые. Был налажен выпуск картона четырех разновидностей, затем — дублированных тканей и нетканых материалов для обувной промышленности. В 1970-х годах на предприятии активно велось техническое перевооружение. 
В августе 1972 года фабрика получила статус завода «Термопласт». Началось изготовление термопластического материала для задников клеевой обуви. В 1986 году завод одним из первых в Таганроге перешел на хозрасчет и самоокупаемость. 
В связи с уменьшением спроса на продукцию пришлось сокращать производство. С целью выхода из создавшихся экономических трудностей завод реорганизован в акционерное общество. В начале 2001 года был освоен новый вид продукции геопласт, материал, используемый при строительстве дорог.
В 2001 году по адресу завода «Термопласт» было зарегистрировано предприятие ООО «Термопласт-Полимер», производящее полиэтиленовую пленку и пенополистирольные листы (пенопласт). Производственные мощности ООО «Термопласт-Полимер» позволяли выпускать 100–120 тысяч м² продукции в месяц.